# Жосан Микола Михайлович
Микола Жосан (рум. Nicolae Josan, нар. 18 вересня 1983, Резина) — молдовський футболіст, що грав на позиції півзахисника.
Виступав, зокрема, за «Шериф», а також національну збірну Молдови.

## Клубна кар'єра
У дорослому футболі дебютував 2001 року виступами за команду «Шериф», у якій провів два сезони, взявши участь у 3 матчах чемпіонату.
Протягом 2003—2004 років захищав кольори клубу «Тирасполь».
Своєю грою за останню команду знову привернув увагу представників тренерського штабу клубу «Шериф», до складу якого повернувся 2004 року. Цього разу відіграв за тираспольський клуб наступний сезон своєї ігрової кар'єри. Більшість часу, проведеного у складі тираспольського «Шерифа», був основним гравцем команди.
Згодом з 2005 по 2015 рік грав у складі команд «Іскра-Сталь», «КАМАЗ», «Іскра-Сталь», «Анжі», «Дачія» (Кишинів), «Тирасполь», «Веріс» та «Сахалін».
Завершив ігрову кар'єру у команді «Зоря» (Бєльці), за яку виступав протягом 2015—2016 років.

## Виступи за збірну
У 2004 році дебютував в офіційних матчах у складі національної збірної Молдови.
Загалом протягом кар'єри в національній команді, яка тривала 10 років, провів у її формі 16 матчів, забивши 2 голи.